# Berehî, Sambir
Berehî (în ucraineană Береги) este un sat în comuna Babîna din raionul Sambir, regiunea Liov, Ucraina.

## Demografie
Componența lingvistică a localității Berehî
     Ucraineană (99,55%)
     Alte limbi (0,45%)
Conform recensământului din 2001, majoritatea populației localității Berehî era vorbitoare de ucraineană (99,55%), existând în minoritate și vorbitori de alte limbi.